# Inverzní prvek
Inverzní prvek v algebře k prvku x je (vzhledem k operaci *) takový prvek y, pro který se x*y rovná neutrálnímu prvku. Prvek se nazývá invertibilní, existuje-li pro něj inverzní prvek.

## Formální definice
Buď S množina s binární operací *. Pokud e ∈ S je neutrální prvek (S,*) a pro nějaké a, b ∈ S platí, že a * b = e, tak se a nazývá levá inverze prvku b a b se nazývá pravá inverze prvku a. Pokud je prvek x pravou i levou inverzí prvku y, nazývá se inverze prvku y, nebo též inverzním prvkem prvku y, a prvky x a y se označují jako invertibilní.
Prvek může mít několik levých či několik pravých inverzí. Může mít dokonce oboje zároveň.
Pokud je ale operace asociativní, platí, že má-li prvek levou a pravou inverzi, jsou si obě rovny a jsou dány jednoznačně.

## Příklady
- Pokud (S,+) jsou reálná čísla se sčítáním, tak existuje inverzní prvek ke všem prvkům a nazývá se opačné číslo a značí (− x).
- Pokud (S,*) jsou reálná čísla s násobením, tak existuje inverzní prvek ke všem prvkům kromě nuly a nazývá se převrácená hodnota a značí (1/x).
- Pokud (S,*) jsou n-rozměrné čtvercové matice s násobením, tak jsou invertibilní právě tehdy, je-li její determinant nenulový (tedy jedná se regulární matice).